# Pristimantis aemulatus
Espèce
Synonymes
- Eleutherodactylus aemulatus Ruíz-Carranza, Lynch & Ardila-Robayo, 1997

Statut de conservation UICN

 EN  : En danger
Pristimantis aemulatus est une espèce d'amphibiens de la famille des Craugastoridae.

## Répartition
Cette espèce est endémique du département d'Antioquia en Colombie. Elle se rencontre à Urrao entre 1 410 et 1 430 m d'altitude dans le parc national naturel Las Orquídeas.

## Description
Les mâles mesurent de 13,7 à 14,2 mm et les femelles de 19,0 à 21,9 mm.

## Publication originale
- Ruíz-Carranza, Lynch & Ardila-Robayo, 1997 : Seis nuevas especies de Eleutherodacrylus Dumeril & Bibron, 1841 (Amphibia : Leptodactylidae) del norte de la Cordillera Occidental de Colombia. Revista de la Academia Colombiana de Ciencias Exactas Fisicas y Naturales, vol. 21, no 79, p. 155-174 (texte intégral).